# لودوفيك كليمنت (لاعب كرة قدم)
لودوفيك كليمنت (بالفرنسية: Ludovic Clément)‏ (5 ديسمبر 1976 في فرنسا - ) هو لاعب كرة قدم فرنسي في مركز الوسط. شارك مع منتخب مارتينيك لكرة القدم. أما مع النوادي، فقد لعب مع نادي تولوز ونادي شاتورو ونادي مونبلييه وPanthrakikos F.C. ‏.

## وصلات خارجية
- لودوفيك كليمنت على موقع قاعدة بيانات كرة القدم.إي يو (الإنجليزية)
- لودوفيك كليمنت على موقع ناشيونال فوتبول تيمز (الإنجليزية)
- لودوفيك كليمنت على موقع Soccerway.com (الإنجليزية)